# صائد المحار الماجلاني
صائد المحار الماجلاني (الاسم العلمي: Haematopus leucopodus) (بالإنجليزية: Magellanic Oystercatcher)‏ هو نوع من الطيور يتبع جنس صائد المحار من فصيلة صائدات المحار. وهو من الطيور الشاطئية ويطلق عليها (بالإنجليزية:  Wader)‏. تتواجد في الأرجنتين وتشيلي وأيضاً في جزر فوكلاند والموائل الطبيعية وبحيرات المياه العذبة والشواطئ الرملية.